# Darío Castrillón Hoyos
Darío Castrillón Hoyos, kolumbijski rimskokatoliški duhovnik, škof in kardinal, * 4. julij 1929, Medellín, † 17. maj 2018.

## Življenjepis
26. oktobra 1952 je prejel duhovniško posvečenje.
2. junija 1971 je bil imenovan za sonadškofa Santa Rose de Osos in za naslovnega škofa Villa Regisa; 18. julija istega leta je prejel škofovsko posvečenje. 1. julija 1976 je nasledil škofovski položaj Pereire.
Med 16. decembrom 1992 in 15. junijem 1996 je bil nadškof Bucaramange.
15. junija 1996 je postal proprefekt Kongregacije za kler.
21. februarja 1998 je bil povzdignjen v kardinala in imenovan za kardinal-diakona SS. Nome di Maria al Foro Traiano. 
23. februarja 1998 je postal prefekt Kongregacije za kler in 14. aprila 2000 je postal predsednik Papeške komisije Ecclesia Dei. 2. aprila 2005 je bil suspendiran z obeh položajev in 21. aprila istega leta je bil potrjen za oba položaja.
31. oktobra 2006 se je upokojil.